# Arthur Garton
Arthur Stanley Garton (Worcester Park, Londres, 31 de març de 1889 – Woking, Surrey, 20 d'octubre de 1948) va ser un remer anglès que va competir a començaments del segle xx.
Garton va néixer a Londres, i estudià a l'Eton College i al Magdalen College, de la Universitat d'Oxford. Remà amb l'equip d'Oxford que guanyà les edicions de 1909, 1910 i 1911 de la Regata Oxford-Cambridge. Guanyà la Grand Challenge Cup de la Henley Royal Regatta de 1910 i 1911. Com a membre del Leander Club el 1912 va prendre part en els Jocs Olímpics d'Estocolm, on guanyà la medalla d'or en la competició del vuit amb timoner del programa de rem.
El 1913 tornà a guanyar la Grand Challenge Cup. Entrenà el vuit d'Oxford el 1925 i 1930.